# Charles Dupret

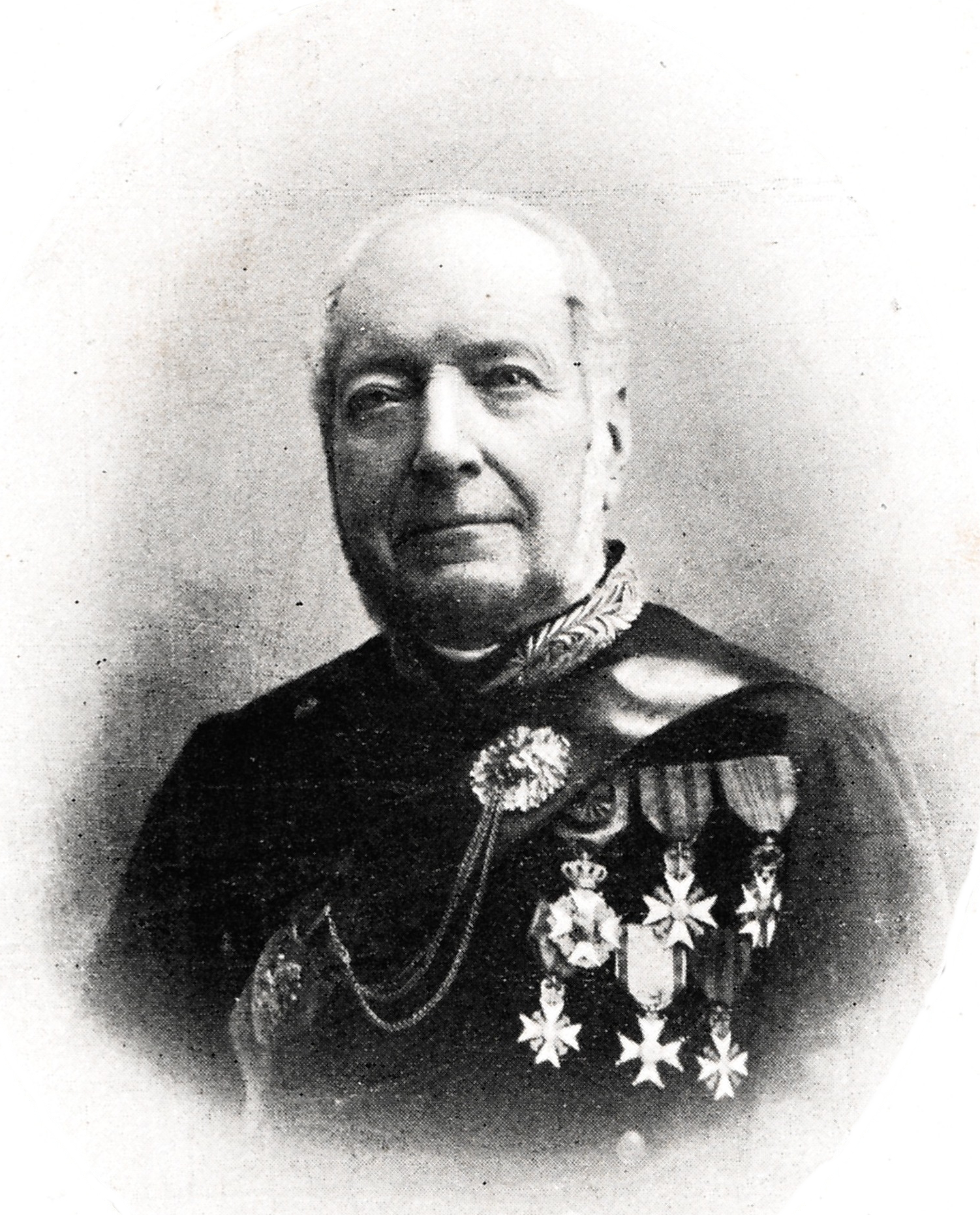
Charles Dupret

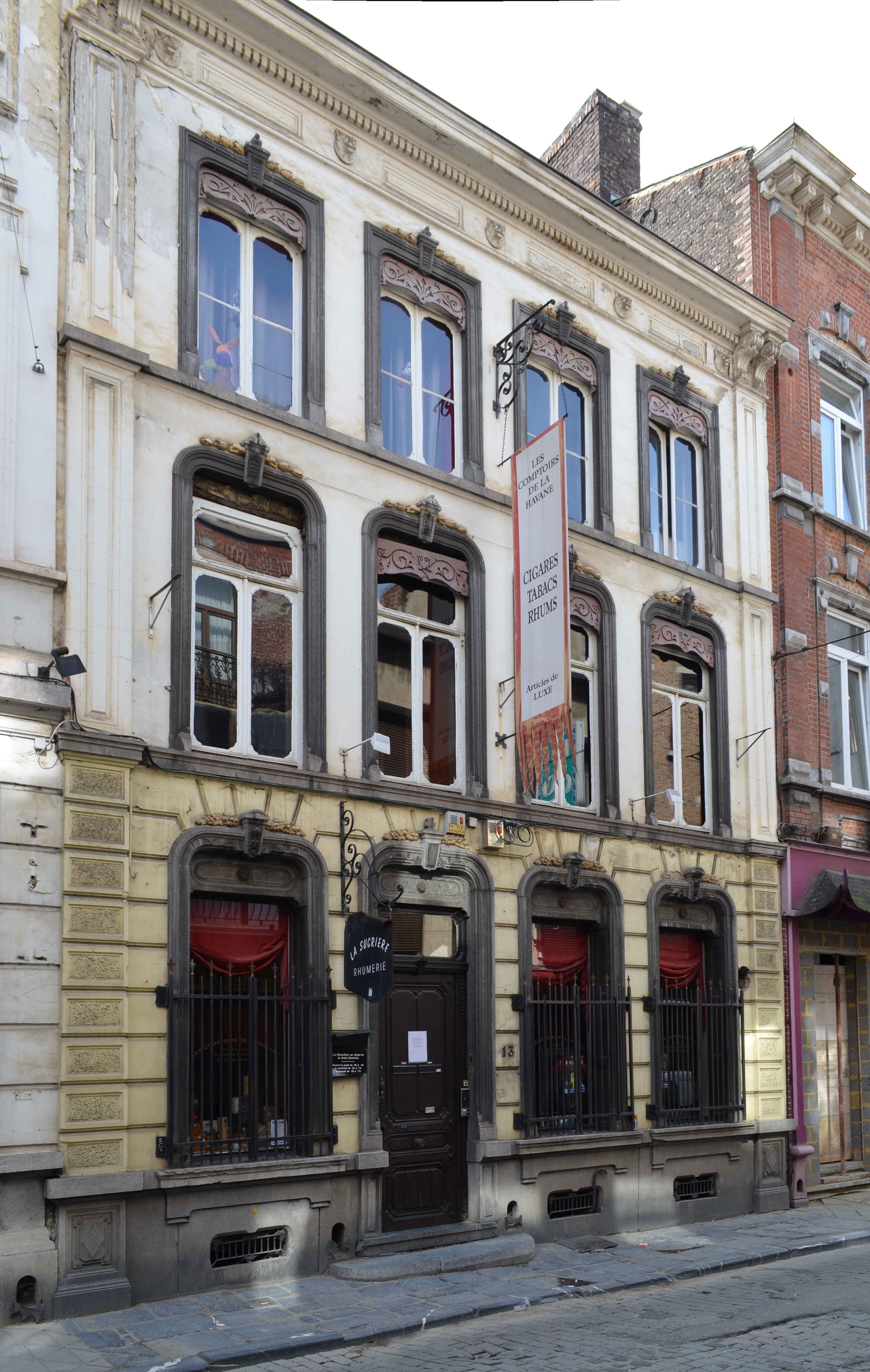
Geboortehuis

Charles Dupret (Charleroi, 7 september 1812 - aldaar, 20 juli 1902) was een Belgisch liberaal politicus, die onder meer burgemeester van Charleroi werd.

## Levensloop
Dupret was een zoon van Jacques-Joseph Dupret (* 1785), pleitbezorger in Charleroi, en van Ursule-Angélique-Joseph Lalieu, en kleinzoon van Jacques-Joseph Dupret (1740-1790), die burger van Charleroi werd in 1773, en in 1779 burgemeester van de stad werd. De familie is afkomstig van Aat.
Als arts was hij van 1831 tot 1833 gehecht aan het militair hospitaal van Charleroi. Vanaf 1837 was hij arts bij de Burgerwacht. Vanaf 1847 stond hij aan het hoofd van het Burgerlijk hospitaal. Hij was er zeer actief tijdens de grote cholera-epidemie in 1866.
Hij werd gemeenteraadslid in 1864 en onmiddellijk schepen van onderwijs en ambtenaar van de burgerlijke stand. In 1870 was hij schepen van financies en van 1874 tot einde 1878 was hij dienstdoende burgemeester. Hij werd vervolgens weer schepen.
De straat in Charleroi waar zijn geboortehuis staat werd in 1897 omgedoopt tot Rue Charles Dupret.